# Albizia burkartiana
Albizia burkartiana là một loài rau đậu thuộc họ Fabaceae. Loài này chỉ có ở Brasil.